# ヒュー・ゲイツケル
ヒュー・トッド・ネイラー・ゲイツケル（Hugh Todd Naylor Gaitskell, CBE, 1906年4月9日 - 1963年1月18日）は、イギリスの政治家である。1955年以来、1963年に死去するまで労働党党首を務めた。

## 経歴

### 生い立ち
イングランドのロンドンで出生。ドラゴン・スクール、ウィンチェスター・カレッジ及びオックスフォード大学ニュー・カレッジで学び、そこで1927年に哲学、政治学及び経済学の学位を取得した。1926年のゼネストを契機として政治への関心を深め、ノッティンガムシャーの鉱夫らに社会人教育協会のため経済学の講義をした。1930年代の彼は、ロンドン大学ユニヴァーシティ・カレッジ・ロンドンの政治経済学部を率いる研究者であった。また、ロンドン大学バークベック・カレッジの講師として勤務した。
ゲイツケルはウィーンの地で、保守的なエンゲルベルト・ドルフースの政府がマルクス主義を指向する社会民主主義労働者運動を政治的に弾圧するさまを直接目にした。このときの印象は長く残り、彼は保守主義を心底敵視したが、同時に彼は、多くの在欧社会民主主義者のマルクス主義的展望を無駄なものとして拒絶した。結果、彼は修正主義の陣営に属した。

### 初期の政治的経歴
戦時中、ゲイツケルは経済福祉省の官僚として奉職し、官界での経験を積んだ。1945年に労働党が地滑り的勝利を収める中、彼はリーズ南部選挙区から労働党下院議員に選ばれた。
彼は他の諸大臣の頭越しに出世し、1947年に燃料動力大臣に就いた。彼は、それから1950年2月に経済問題担当大臣に任命され、同職を短期間務めた。彼の大出世は、主に彼を部下として採用したヒュー・ドールトンの影響による。

### 財務大臣時代、1950年 - 1951年
1950年10月、スタフォード・クリップスは健康問題により財務大臣辞任を余儀なくされ、ゲイツケルが後任に任命された。財務大臣としての任期中、彼は朝鮮戦争で英国の役割を果たすための財政支出に心血を注いだが、同戦争は財政を極度に圧迫した。戦費は、他の予算から財源を見出さねばならないことを意味した。1951年のゲイツケルの予算は、その原資を国民健康保険に求めた。
予算は政府の分裂を引き起こし、また彼とアナイリン・ベヴァンとの相克を引き起こした。ベヴァンはこの一件により辞任した。のちにベヴァンは、同様に辞任したハロルド・ウィルソン及びジョン・フリーマンに与した。同年後半、労働党は1951年の選挙で保守党に敗北した。

### 野党党首時代、1955年 - 1963年
のちに彼は、党会計選挙でベヴァンを下した。1955年12月にクレメント・アトリーが党首任期を満了した後、ゲイツケルはベヴァンとハーバート・S・モリソンを党首選で破った。
ゲイツケルの党首当選は労働党の低落期の1つに当たり、その原因は部分的には、英国が保守党の下で経験していた戦後の繁栄に帰せられる。彼の党首時代は、アナイリン・ベヴァン主導下の労働党左派「ベヴァン派 (Bevanite)」と右派「ゲイツケル派 (Gaitskellite)」との間の派閥抗争によっても特徴付けられた。
1956年のスエズ危機は、ゲイツケルの党首時代のうち、特に重要な局面の1つである。このときゲイツケルは、首相アンソニー・イーデンが始めた干渉を強く非難した。
労働党は1959年の総選挙に勝利すると広く予想されていたが、そうはならなかった。その間ゲイツケルは、年金額引き上げ案の信憑性に関する国民の疑念によって、また「保守党は生活を向上させた。労働党に台無しにさせてはならない」との標語の下、ハロルド・マクミランが実施した非常に効果的な保守党のキャンペーンによって弱体化していた。
総選挙での敗北後、論争の泥仕合が再開した。ゲイツケルは敗北の責任は左派にあると非難し、大規模な工業国有化を目指すとする労働党綱領第4項の改訂を試みたが失敗した。同時に彼は、労働党を核兵器の一方的廃棄論者の立場に置こうとする試みに抵抗した。1960年の採決で敗北すると、彼は支持者を鼓舞して言った。「我らの愛する党を救うため、闘って、闘って、闘い抜こう」。決定は翌年撤回されたが、この一件は対立の種を残し、左派の多くは党首交代を要求し続けた。彼は1960年及び1961年の党首選で挑戦を受けた。
党内抗争の結果、ゲイツケル派の立場を守るため、1960年代初期に「民主社会主義運動 (Campaign for Democratic Socialism, CDS)」が創設された。CDSの若手メンバーの多くは、1981年の社会民主党 (Social Democratic Party, SDP) の創立メンバーであった。ゲイツケルは、欧州経済共同体における英国の会員資格に対する彼の反対によって、一部の支持者を遠ざけた。1962年10月の党大会での演説の中で、ゲイツケルは連邦ヨーロッパへの英国の参加が「欧州における独立国家としての英国の終焉」を意味すると主張した。「私は、主張を繰り返すことについて謝罪しない。それは、1000年の歴史の終焉を意味する」。

### 死去、1963年
珍しい自己免疫疾患である全身性エリテマトーデスに突然襲われた彼は、1963年1月18日に56歳で死去した。彼の死後、ハロルド・ウィルソンが新たに党の指導者となった。ゲイツケルの死が突然かつ予想外であったため、暗殺されたのではないかとの憶測を呼んだ。最もよく知られた陰謀論はKGBの陰謀との説であり、ウィルソン（おそらく彼自身もKGBの一員）が首相となることを確実とするために実行されたという。この主張はピーター・ライトの物議を醸した著作、『スパイキャッチャー (Spycatcher)』（1987年）によって再び注目を集めたが、これまでに明るみに出た証拠はソ連からの亡命者、アナトリー・ゴリーツィンの証言のみである。ヒュー・ゲイツケルは、ロンドン北部にあるセント・ジョン＝アット＝ハムステッド教会の境内に葬られた。

## 評価
首相の器と言われながらも、不幸にもその座に就くことがなかったため、ヒュー・ゲイツケルは、労働党の内外双方の人々から、敬意をもって記憶されている。ゲイツケルを「我々がついに得ることのできなかった最高の首相」と見做す者もいる。
彼はトニー・ベンら労働党極左派の間でさえ、いまだに愛情をもって見られている。ベンは、イラク戦争の際に英国の前首相トニー・ブレアの姿勢とスエズ危機に関するゲイツケルの姿勢とを対比する。マーガレット・サッチャーは別の方法でブレアをゲイツケルと比較し、ブレアがヒュー・ゲイツケル以来の最も恐るべき労働党党首として台頭したとき、自身の党に警告した。

## プロフィール
彼は1937年にアンナ・ドラ・ゲイツケル（Anna Dora Gaitskell：ゲイツケルの死の翌年に労働党所属の一代貴族となった）と結婚したが、彼が複数の女性と関係を持ったことは広く知られており、政界にいた時期ですら名士アン・フレミング（Ann Fleming：ジェームズ・ボンドの生みの親イアン・フレミングの妻）と関係があった。彼の評判は、今日のメディアの詳細な調査から逃れられなかった。
私生活では、ヒュー・ゲイツケルはユーモラスで、また社交ダンスを好んだといわれる。このことは、彼に対する「厳格な感じ」という一般のイメージと対照をなした。

### その他
「ヒュー・ゲイツケル・ハウス」は、シチュエーション・コメディ「グッドナイト・ストリートハート」の劇中でニコラス・リンドハースト演じるギャリー・スパロウが第二次世界大戦下のロンドンに初めて入ったときに探していた建物である。
ゲイツケルの出身選挙区・リーズ南部選挙区の一部であるビーストン (Beeston) には、「ヒュー・ゲイツケル小学校」がある。

## 註
- Davies, A.J. To Build a New Jerusalem (1996) Abacus ISBN 0349 108099
- labourhistory.org.uk - Biography of Gaitskell.

1. ↑   Birkbeck, University of London Continuing Education Courses 2002 Entry. Birkbeck External Relations Department. (2002). pp. 5
2. ↑  Nottingham.ac.uk
3. ↑  Hugh Gaitskell without the dancing?[リンク切れ] The Independent
4. ↑  Hugh Gaitskell Primary School, Beeston, South Leeds